# سباستيان كونتريرز
سباستيان كونتريرز (بالإسبانية: Sebastián Contreras)‏ هو مدرب كرة قدم ولاعب كرة قدم تشيلي، ولد في 1988 في كالاما في تشيلي. لعب مع نادي كوبريلوا.

## وصلات خارجية
- سباستيان كونتريرز على موقع قاعدة بيانات كرة القدم.إي يو (الإنجليزية)
- سباستيان كونتريرز على موقع Soccerway.com (الإنجليزية)
- سباستيان كونتريرز على موقع AS.com (الإسبانية)